# Palazzo degli Angeli
Le Palazzo degli Angeli  ou palazzo della Società Cattolica d'Assicurazione (Palais de la Société Catholique d'Assurance), est un édifice civil du centre historique de Florence, situé via Calimala.

## Histoire
Il a été construit dans une zone où les anciennes maisons des familles Cavalcanti et Borromei avaient été érigées. Cette zone, dont le palais, a fait l'objet de deux événements importants : le premier a été l'élargissement de la via de' Calzaiuoli dans le tronçon entre l'église d'Orsanmichele et le Duomo sur un projet de F. Chiesi, construit entre 1841 et 1844 ; le second en mars 1881, lorsque la municipalité de Florence fut sollicitée par l'opinion publique concernant les conditions sanitaires de la zone du  ghetto qui constituait la zone du Mercato Vecchio. La reconstruction du centre a duré environ sept ans et a commencé à partir de la place centrale du Vieux Marché, où devait être placée la statue du roi Victor-Emmanuel II.
Le greffage des nouveaux bâtiments rigides et réguliers construits autour de l'actuelle Piazza della Repubblica  a entraîné un forçage par rapport au contexte urbain environnant. Le Palazzo degli Angeli, parmi ces bâtiments, a été érigé sur un projet de l'architecte Giuseppe Boccini en 1892.
Aldo Palazzeschi et sa famille ont vécu ici dans les premières décennies du XXe siècle et c'est dans ce bâtiment que le jeune poète, en 1913, a réconcilié les écrivains florentins et les futuristes milanais après l'exposition organisée via Cavour ; étaient présents dans le salon de la maison Filippo Tommaso Marinetti, Umberto Boccioni, Carlo Carrà, Ardengo Soffici et Giovanni Papini.
En 1921, le bâtiment est racheté par la Società Cattolica d'Assicurazione et, en 2015, par un groupe immobilier privé.

## Description

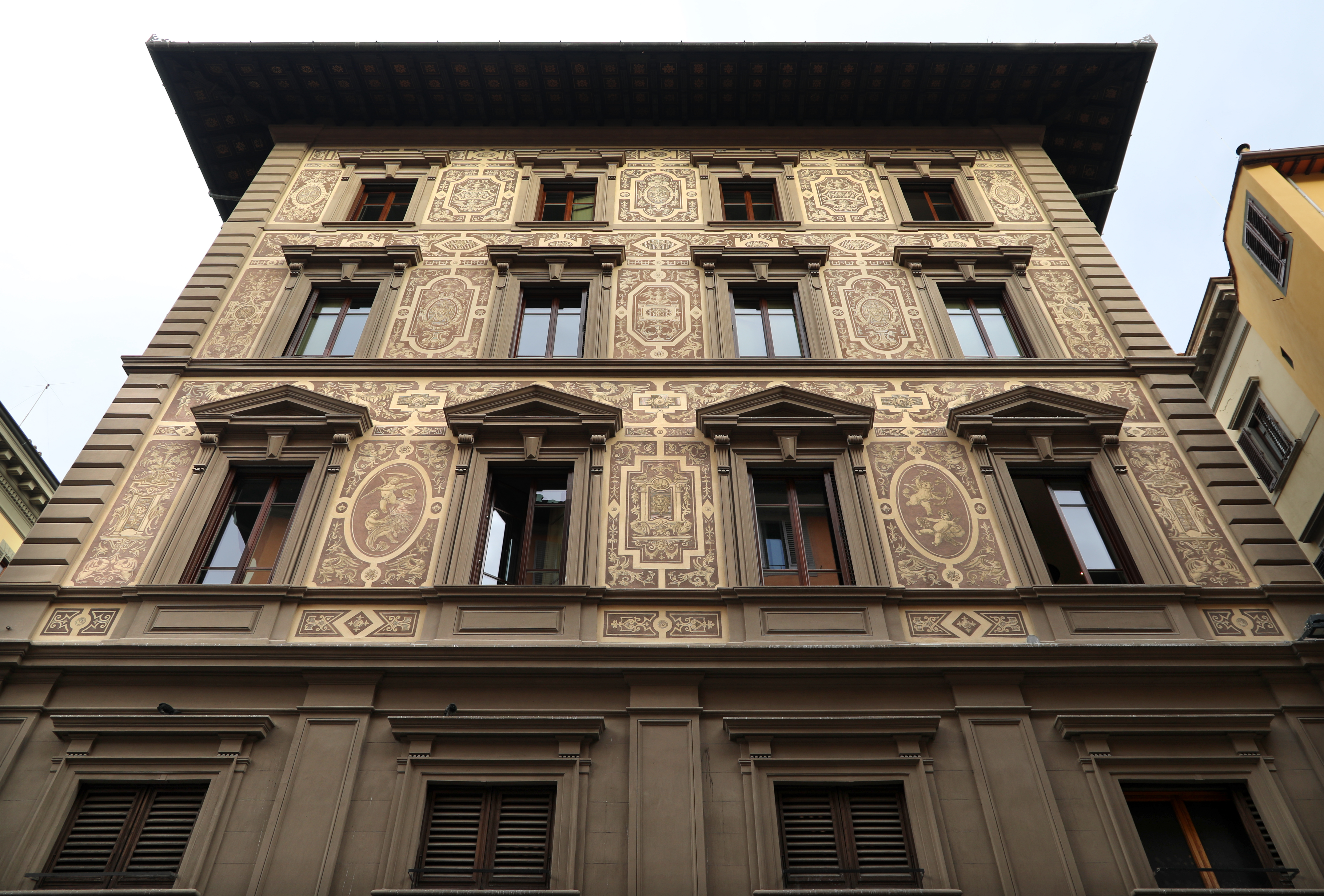
Décorations via Porta Rossa.

Le bâtiment, de plan rectangulaire, donne sur la via Calimala, où se trouve l'entrée principale, avec cinq étages. Les trois premières faces du bâtiment sont décorées dans la partie supérieure de motifs créés avec la technique du sgraffite, tandis que la quatrième façade est décorée avec la même technique avec des motifs plus simples. L'édifice se démarque de l'architecture contemporaine néo-XVIe siècle (avec la rustication angulaire, l'alternance de tympans triangulaires et courbes dans les encadrements de fenêtres) grâce à l'intervention picturale monochrome sur les quatre façades de l'édifice. Les fenêtres sont caractérisées par des volets escamotables coulissants « florentins ». L'intérieur du bâtiment, contrairement à l'extérieur, a subi des changements considérables par rapport aux caractéristiques d'origine.
Sur le plan architectural, le Palazzo degli Angeli ne reproduit pas totalement les modèles de la Renaissance et même les sgraffites, tout en représentant des sphinx, des griffons et des gargouilles, expriment une sensibilité clairement de la fin du XIXe siècle, particulièrement évidente dans les paires de génies ailés jouant divers instruments de musique, typiques du goût de l'époque.